# Tour de Langkawi 2024
Il Tour de Langkawi 2024, ventottesima edizione della corsa, valido come prova dell'UCI ProSeries 2024 categoria 2.Pro, si è svolto in otto tappe dal 29 settembre al 6 ottobre 2024 su un percorso di 1190,0 km, con partenza da Kuah e arrivo a Bintulu, in Malaysia. La vittoria fu appannaggio del britannico Max Poole, che completò il percorso in 26h27'44", precedendo l'italiano Thomas Pesenti e lo spagnolo Unai Iribar.

## Tappe
| Tappa  | Data         | Percorso                    | km    | Vincitore di tappa | Leader cl. generale |
| ------ | ------------ | --------------------------- | ----- | ------------------ | ------------------- |
| 1ª     | 29 settembre | Kuah > Kuah                 | 96,5  | Gleb Syrica        | Gleb Syrica         |
| 2ª     | 30 settembre | Arau > Butterworth          | 154,5 | Matteo Malucelli   | Gleb Syrica         |
| 3ª     | 1 ottobre    | Taiping > Cameron Highlands | 170,3 | Max Poole          | Max Poole           |
| 4ª     | 2 ottobre    | Kuala Kabu Bharu > Bentong  | 131,2 | Arvid de Kleijn    | Max Poole           |
| 5ª     | 3 ottobre    | Kuala Lumpur > Melaka       | 167,3 | Arvid de Kleijn    | Max Poole           |
| 6ª     | 4 ottobre    | Batu Pahat > Kulai          | 123,4 | Manuele Tarozzi    | Max Poole           |
| 7ª     | 5 ottobre    | Miri > Bintulu              | 199,3 | Matteo Malucelli   | Max Poole           |
| 8ª     | 6 ottobre    | Bintulu > Bintulu           | 147,5 | Matteo Malucelli   | Max Poole           |
| Totale | Totale       | Totale                      | 1 190 |                    |                     |

## Squadre e corridori partecipanti
Al via 22 formazioni.

| N.      | Cod. | Squadra                       |
| ------- | ---- | ----------------------------- |
| 1-6     | EFE  | EF Education-EasyPost         |
| 11-17   | DFP  | Team DSM-Firmenich PostNL     |
| 21-26   | AST  | Astana Qazaqstan Team         |
| 31-36   | TUD  | Tudor Pro Cycling Team        |
| 41-46   | EQP  | Equipo Kern Pharma            |
| 51-56   | BUR  | Burgos-BH                     |
| 61-66   | VBF  | VF Group-Bardiani CSF-Faizanè |
| 71-76   | PTK  | Team Polti Kometa             |
| 81-86   | EUS  | Euskaltel-Euskadi             |
| 91-96   | COR  | Corratec Vini Fantini         |
| 101-106 | TSG  | Terengganu Cycling Team       |

| N.      | Cod. | Squadra                |
| ------- | ---- | ---------------------- |
| 111-116 | JCL  | JCL Team Ukyo          |
| 121-126 | LNS  | Li Ning Star           |
| 131-136 | HKS  | HKSI Pro Cycling Team  |
| 141-146 | ARA  | ARA Skip Capital       |
| 151-156 | NCT  | Nusantara Cycling Team |
| 161-166 | HEN  | Hengxiang Cycling Team |
| 171-176 | MPC  | Malaysia Pro Cycling   |
| 181-186 | AIS  | Aisan Racing Team      |
| 191-196 | THA  | Thailandia             |
| 201-206 | MYS  | Malaysia               |
| 211-216 | PHI  | Filippine              |

## Dettagli delle tappe

### 1ª tappa
- 29 settembre: Kuah > Kuah – 96,5 km

Risultati
| Pos. | Corridore        | Squadra  | Tempo    |
| ---- | ---------------- | -------- | -------- |
| 1    | Gleb Syrica      | Astana   | 2h04'37" |
| 2    | Casper van Uden  | DSM      | s.t.     |
| 3    | Lorenzo Conforti | Bardiani | s.t.     |

| Pos. | Corridore       | Squadra   | Tempo    |
| ---- | --------------- | --------- | -------- |
| 1    | Gleb Syrica     | Astana    | 2h04'25" |
| 2    | Casper van Uden | DSM       | a 6"     |
| 3    | Xavier Cañellas | Euskaltel | s.t.     |

### 2ª tappa
- 30 settembre: Arau > Butterworth – 154,5 km

Risultati
| Pos. | Corridore        | Squadra | Tempo    |
| ---- | ---------------- | ------- | -------- |
| 1    | Matteo Malucelli | Ukyo    | 3h34'58" |
| 2    | Manuel Peñalver  | Kometa  | s.t.     |
| 3    | Arvid de Kleijn  | Tudor   | s.t.     |

| Pos. | Corridore        | Squadra    | Tempo    |
| ---- | ---------------- | ---------- | -------- |
| 1    | Gleb Syrica      | Astana     | 5h39'23" |
| 2    | Matteo Malucelli | Ukyo       | a 2"     |
| 3    | Muhammad Rosli   | Terengganu | a 4"     |

### 3ª tappa
- 1 ottobre: Taiping > Cameron Highlands – 170,3 km

Risultati
| Pos. | Corridore           | Squadra | Tempo    |
| ---- | ------------------- | ------- | -------- |
| 1    | Max Poole           | DSM     | 4h24'34" |
| 2    | Harold Martín López | Astana  | s.t.     |
| 3    | Thomas Pesenti      | Ukyo    | s.t.     |

| Pos. | Corridore           | Squadra | Tempo     |
| ---- | ------------------- | ------- | --------- |
| 1    | Max Poole           | DSM     | 10h03'58" |
| 2    | Harold Martín López | Astana  | a 5"      |
| 3    | Thomas Pesenti      | Ukyo    | a 6"      |

### 4ª tappa
- 2 ottobre: Kuala Kubu Bharu > Bentong – 131,2 km

Risultati
| Pos. | Corridore        | Squadra | Tempo    |
| ---- | ---------------- | ------- | -------- |
| 1    | Arvid de Kleijn  | Tudor   | 2h53'37" |
| 2    | Matteo Malucelli | Ukyo    | s.t.     |
| 3    | Manuel Peñalver  | Kometa  | s.t.     |

| Pos. | Corridore      | Squadra     | Tempo     |
| ---- | -------------- | ----------- | --------- |
| 1    | Max Poole      | DSM         | 12h57'35" |
| 2    | Thomas Pesenti | Ukyo        | a 6"      |
| 3    | Unai Iribar    | Kern Pharma | a 11"     |

### 5ª tappa
- 3 ottobre: Kuala Lumpur  > Melaka – 167,3 km

Risultati
| Pos. | Corridore        | Squadra | Tempo    |
| ---- | ---------------- | ------- | -------- |
| 1    | Arvid de Kleijn  | Tudor   | 3h35'30" |
| 2    | Matteo Malucelli | Ukyo    | s.t.     |
| 3    | Gleb Syrica      | Astana  | s.t.     |

| Pos. | Corridore      | Squadra     | Tempo     |
| ---- | -------------- | ----------- | --------- |
| 1    | Max Poole      | DSM         | 16h32'56" |
| 2    | Thomas Pesenti | Kometa      | a 15"     |
| 3    | Unai Iribar    | Kern Pharma | a 20"     |

### 6ª tappa
- 4 ottobre: Batu Pahat > Kulai – 123,4 km

Risultati
| Pos. | Corridore       | Squadra  | Tempo    |
| ---- | --------------- | -------- | -------- |
| 1    | Manuele Tarozzi | Bardiani | 2h28'58" |
| 2    | Stefan de Bod   | EF       | s.t.     |
| 3    | Arvid de Kleijn | Tudor    | a 9"     |

| Pos. | Corridore      | Squadra     | Tempo     |
| ---- | -------------- | ----------- | --------- |
| 1    | Max Poole      | DSM         | 19h02'03" |
| 2    | Thomas Pesenti | Ukyo        | a 14"     |
| 3    | Unai Iribar    | Kern Pharma | a 20"     |

### 7ª tappa
- 5 ottobre: Miri > Bintulu - 199,3 km

Risultati
| Pos. | Corridore        | Squadra | Tempo    |
| ---- | ---------------- | ------- | -------- |
| 1    | Matteo Malucelli | Ukyo    | 4h18'03" |
| 2    | Arvid De Kleijn  | Tudor   | s.t.     |
| 3    | Maikel Zijlaard  | Tudor   | s.t.     |

| Pos. | Corridore      | Squadra     | Tempo     |
| ---- | -------------- | ----------- | --------- |
| 1    | Max Poole      | EF          | 23h20'06" |
| 2    | Thomas Pesenti | Ukyo        | a 13"     |
| 3    | Unai Iribar    | Kern Pharma | a 20"     |

### 8ª tappa
- 6 ottobre: Bintulu > Bintulu – 147,5 km

Risultati
| Pos. | Corridore        | Squadra | Tempo    |
| ---- | ---------------- | ------- | -------- |
| 1    | Matteo Malucelli | Ukyo    | 3h07'38" |
| 2    | Arvid De Kleijn  | Tudor   | s.t.     |
| 3    | Gleb Syrica      | Astana  | s.t.     |

| Pos. | Corridore      | Squadra     | Tempo     |
| ---- | -------------- | ----------- | --------- |
| 1    | Max Poole      | DSM         | 26h27'44" |
| 2    | Thomas Pesenti | Ukyo        | a 13"     |
| 3    | Unai Iribar    | Kern Pharma | a 20"     |

## Evoluzione delle classifiche
| Tappa              | Vincitore          | Classifica generale Maglia azzurra | Classifica a punti Maglia arancione | Classifica scalatori Maglia a pois | Classifica asiatici Maglia bianca | Classifica a squadre |
| ------------------ | ------------------ | ---------------------------------- | ----------------------------------- | ---------------------------------- | --------------------------------- | -------------------- |
| 1ª                 | Gleb Syrica        | Gleb Syrica                        | Gleb Syrica                         | Tyler Tomkinson                    | Muhammad Rosli                    | Bardiani             |
| 2ª                 | Matteo Malucelli   | Gleb Syrica                        | Gleb Syrica                         | Tyler Tomkinson                    | Muhammad Rosli                    | Bardiani             |
| 3ª                 | Max Poole          | Max Poole                          | Matteo Malucelli                    | Max Poole                          | Manabu Ishibashi                  | Kern Pharma          |
| 4ª                 | Arvid de Kleijn    | Max Poole                          | Matteo Malucelli                    | Mario Aparicio                     | Manabu Ishibashi                  | Kern Pharma          |
| 5ª                 | Arvid de Kleijn    | Max Poole                          | Matteo Malucelli                    | Mario Aparicio                     | Manabu Ishibashi                  | Kern Pharma          |
| 6ª                 | Manuele Tarozzi    | Max Poole                          | Arvid de Kleijn                     | Mario Aparicio                     | Manabu Ishibashi                  | Kern Pharma          |
| 7ª                 | Matteo Malucelli   | Max Poole                          | Arvid de Kleijn                     | Mario Aparicio                     | Manabu Ishibashi                  | Kern Pharma          |
| 8ª                 | Matteo Malucelli   | Max Poole                          | Matteo Malucelli                    | Mario Aparicio                     | Manabu Ishibashi                  | Kern Pharma          |
| Classifiche finali | Classifiche finali | Max Poole                          | Matteo Malucelli                    | Mario Aparicio                     | Manabu Ishibashi                  | Equipo Kern Pharma   |

Maglie indossate da altri ciclisti in caso di due o più maglie vinte
- Nella 2ª tappa Casper van Uden ha indossato la maglia arancione al posto di Gleb Syrica.
- Nella 4ª tappa Anthon Charmig ha indossato la maglia a pois al posto di Max Poole.

## Classifiche finali

### Classifica generale - Maglia azzurra
| Pos. | Corridore        | Squadra     | Tempo     |
| ---- | ---------------- | ----------- | --------- |
| 1    | Max Poole        | DSM         | 26h27'44" |
| 2    | Thomas Pesenti   | Ukyo        | a 13"     |
| 3    | Unai Iribar      | Kern Pharma | a 20"     |
| 4    | Fernando Tercero | Polti       | s.t.      |
| 5    | Anthon Charmig   | Astana      | s.t.      |
| 6    | José Manuel Díaz | Burgos-BH   | s.t.      |
| 7    | Ibon Ruiz        | Kern Pharma | s.t.      |
| 8    | Jorge Gutiérrez  | Kern Pharma | s.t.      |
| 9    | Mikel Bizkarra   | Euskaltel   | s.t.      |
| 10   | H. Martín López  | Astana      | a 34"     |

### Classifica a punti - Maglia arancione
| Pos. | Corridore        | Squadra  | Punti |
| ---- | ---------------- | -------- | ----- |
| 1    | Matteo Malucelli | Ukyo     | 80    |
| 2    | Arvid de Kleijn  | Tudor    | 78    |
| 3    | Gleb Syrica      | Astana   | 57    |
| 4    | Manuel Peñalver  | Polti    | 54    |
| 5    | Mattia Pinazzi   | VF Group | 33    |

### Classifica scalatori - Maglia a pois
| Pos. | Corridore           | Squadra   | Punti |
| ---- | ------------------- | --------- | ----- |
| 1    | Mario Aparicio      | Burgos-BH | 27    |
| 2    | Max Poole           | DSM       | 22    |
| 3    | Anthon Charmig      | Astana    | 12    |
| 4    | Harold Martín López | Astana    | 9     |
| 5    | Joan Bou            | Euskaltel | 9     |

### Classifica degli asiatici - Maglia bianca
| Pos. | Corridore        | Squadra    | Tempo     |
| ---- | ---------------- | ---------- | --------- |
| 1    | Manabu Ishibashi | Ukyo       | 26h30'02" |
| 2    | Yuma Koishi      | Ukyo       | a 2'41"   |
| 3    | Keigo Kusaba     | Aisan      | a 2'45"   |
| 4    | T. Chaiyasombat  | Thailandia | s.t.      |
| 5    | Nariyuki Masuda  | Ukyo       | s.t.      |

### Classifica a squadre
| Pos. | Squadra               | Tempo     |
| ---- | --------------------- | --------- |
| 1    | Equipo Kern Pharma    | 79h24'12" |
| 2    | Astana Qazaqstan Team | a 1'31"   |
| 3    | Team Polti Kometa     | a 1'40"   |
| 4    | JCL Team Ukyo         | a 1'58"   |
| 5    | Euskaltel-Euskadi     | a 2'37"   |